# Arthrocnemum macrostachyum
Arthrocnemum macrostachyum é uma espécie de planta com flor pertencente à família Chenopodiaceae. Trata-se de uma espécie caméfita cujos habitats preferenciais são os terrenos incultos, dando-se a sua floração entre Abril e Setembro.
A autoridade científica da espécie é (Moric.) Moris in Moris & Delponte, tendo sido publicada em Enum. Sem. Hort. Taur. [1854]: 35, t. 2 (1854).
Não se encontra protegida por legislação portuguesa ou da Comunidade Europeia.

## Distribuição
Pode ser encontrada na região mediterrânica. Esta espécie ocorre em Portugal continental, não ocorrendo nos arquipélagos dos Açores e da Madeira.

## Sinonímia
Segundo o The Plant List, esta espécie tem os seguintes sinónimos:
- Arthrocnemum fruticosum var. glaucum
- Arthrocnemum fruticosum var. macrostachyum (Moric.) Moq.
- Arthrocnemum glaucum (Moq.) Ung.-Sternb.
- Arthrocnemum indicum subsp. glaucum (Moq.) Maire & Weiller
- Salicornia macrostachya Moric.
- Salicornia virginica Forssk.

A Flora Digital de Portugal aponta a seguinte sinonímia:
- Arthrocnemum glaucum (Delile) Ung.-Sternb.
- Salicornia macrostachya Moric.